# Johann Sebastiani
Johann Sebastiani (Weimar, 30 september 1622 – Königsberg, 1683) was een Duitse componist van barokmuziek. Zijn werk omvat vooral geestelijke werken en liederen. Hij was de eerste componist die koralen in oratorium passiewerken invoegde. In zijn Matthaus Passion,  die hij componeerde voor 1663 en in 1672 weer werd uitgevoerd, nam Sebastiani acht verschillende koraalmelodieën en dertien versen op. Zijn werk bouwt voor op de stijl van Heinrich Schütz. Recitatieven en aria's nam hij al wel mee, maar dramatische, opera-achtige teksten zoals Johann Sebastian Bach later in zijn Matthaus Passion opnam zijn nog niet te vinden in het werk van Sebastiani. Het werk wordt dan wel als een 'tussenwerk' tussen Schütz en Bach gezien, vergelijkbaar met componisten als Johann Theile en Johann Valentin Meder. Twee violen begeleidden de bas-stem van Christus, de tenor-stem van de evangelist, de alt-stem van Jusas en andere kleinere rollen die met hogere stemmen worden weergegeven. De Evangelist, Judas en de andere rollen werden tevens begeleid door vier violen da gamba's. 
Sebastiani werd in 1661 cantor in de kathedraal van Königsberg en diende als hof-Kapellmeister van 1663 tot 1679. In 1672 trouwde hij. Vanaf dat moment hield hij zich vooral bezig met de publicatie van zijn werken. In 1672 publiceerde hij een collectie getiteld Erster Theil der Pamass-Blumen, oder Geist -und weltlich Lieder.
- Bibliothèque nationale de France: cb139967429 (data)
- Gemeinsame Normdatei: 123481880
- International Standard Name Identifier: 0000 0000 8157 9827
- Library of Congress Control Number: no93010472
- Nationale Bibliotheek van Letland: 000336802
- MusicBrainz: d989a9b3-f282-483e-a91a-2bff557f0ecf
- Nationale Bibliotheek van Tsjechië: jx20100210008
- Nationale Bibliotheek van Israël: 987007451396205171
- Nationale Bibliotheek van Polen: a0000003787922
- Nederlandse Thesaurus van Auteursnamen: 165486228
- Istituto Centrale per il Catalogo Unico: MUSV060236
- Système universitaire de documentation: 160202876
- Trove: 1496951
- Virtual International Authority File: 77223297
- WorldCat: E39PBJhmKBBTmFTWxr4Wgrycfq